# Solomys salamonis
Solomys salamonis es una especie de roedor de la familia Muridae.

## Distribución geográfica
Es endémica de las islas Florida en las Islas Salomón.